# ユーリア・ノーバ
ユーリア・ノーバ（英: Yulia Nova、露: Юлия Нова、1982年9月26日 - ）は、ロシアのモデル。ファンの間ではスリムな体型と、それに不釣り合いのナチュラルなGカップのバストで知られる。
日本の写真家・木津智史と独占契約しており、彼女の写真はすべて木津のオリジナルである。

## 経歴・人物
本人の希望により詳細なプロフィールは伏せられている。ネット上では彼女のプロフィールがいろいろ書かれているが、そのほとんどは根拠が無い。
1982年9月26日、モスクワに生まれる。
法学部在学中の2000年夏、木津智史のオーディションに参加。約1000人の参加者の中から選ばれる。彼女の最初の3本のビデオは、その年のクリスマス近くに制作された。
2020年現在、7本のVHSと28枚のDVD、5冊の写真集がリリースされている。
これらの画像・動画は数十、おそらくは数百のウェブサイトで入手できる程度に世界で認知されているが、著作権の侵害である。2003年、木津らはGoogleの検索結果にこれらのウェブサイトが表示されないように要請した。2020年の段階でも正規品でない写真などをネットオークションで売る者がいる。
ユーリアの出演する画像・動画はソフトコアに分類され、性行為や性器のあからさまな描写はない。木津の公式サイトによると、「10年、20年に一人の逸材」「世界広しと言えどもユーリアのような純粋で清潔感のあるモデルはいません」とのこと。

### 出版
- 写真集
  - Юлия Part 1 ユーリア18歳 木津智史写真集
  - Юлия Part 2 ユーリア18歳 木津智史写真集
  - YULIA NOVA Part 3
  - YULIA NOVA Part 4
  - ロシア巨乳美女 ユーリア コスプレシリーズ
- 雑誌（2001年 - 2019年）[6]
  - BACHELOR - 60回
  - Dick - 1回
  - UP! YOU - 6回
  - 週刊プレイボーイ - 3回

### フィルモグラフィ
- DVD
  - The Premium Yulia Nova - ユーリア･ノーバ プレミアム（2008-12-16）
  - ロシア美女ユーリア コスプレシリーズ5 ゆかた（2008-12-16）
  - 聖乳伝説9 ユーリアの秋

## その他
漫画家のにしまきとおるは好きなモデルとしてユーリア・ノーバとティナ・スモールを挙げている。